# Parque Nacional de Ordesa e Monte Perdido

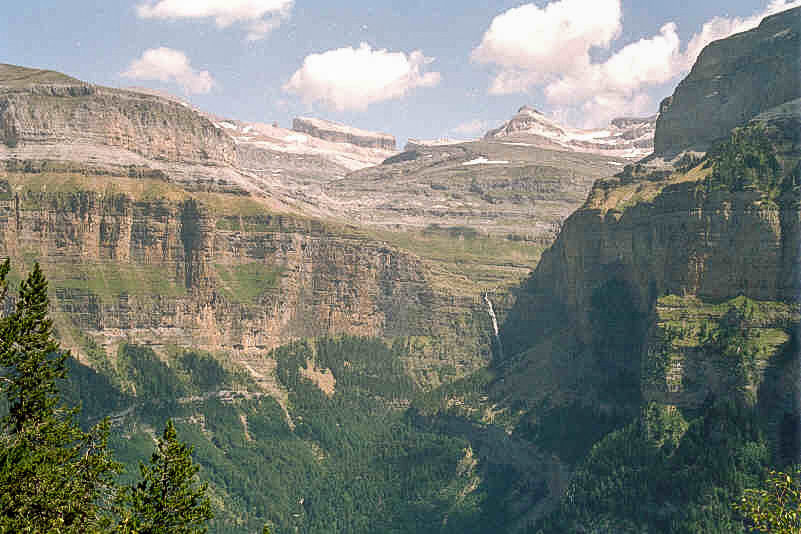
Circo e cascata de Cotatuero

O Parque Nacional de Ordesa e Monte Perdido é um parque nacional situado nos Pirenéus na província espanhola de Huesca, Aragão, que compreende uma área de proteção ambiental de aproximadamente 156,08 km². Um dos locais mais emblemáticos do parque é o monte Perdido. Em 1997, a área foi classificada pela UNESCO como Património Mundial juntamente com o Parque Nacional dos Pirenéus, situado em França, do outro lado da fronteira.
A área de extensão do parque engloba as localidades de Torla, Broto, Fanlo, Tella-Sin, Puértolas e Bielsa.

## Classificações
- O parque nacional foi criado a 16 de agosto de 1918 (em 1982 foi ampliado para os limites actuais);
- Património Mundial;
- Reserva da Biosfera;
- Geoparque.

## Sectores
Está dividido em 4 sectores:
- Ordesa;
- Añisclo;
- Escuaín;
- Pineta[1].

## Flora
Nas regiões acima dos 1500 metros, ocorrem extensas florestas de Faia-europeia, Abies alba, pinheiros, carvalhos e salgueiros. Já nas regiões acima dos 2000 m, as únicas plantas que conseguem sobreviver são os Pinus mugo.